# Terremotos de Nueva Madrid

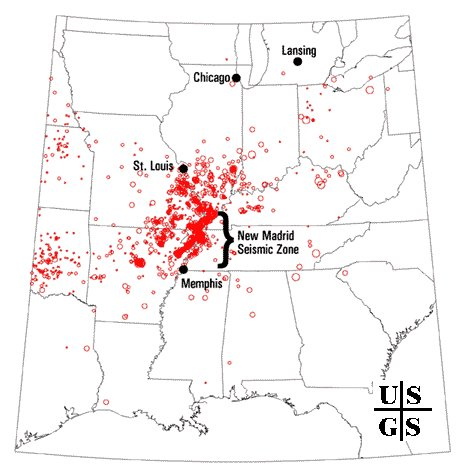
Cerca de 4.000 terremotos han sido reportados desde 1974.

La región de Nueva Madrid, localizada en el este del estado de Misuri, a orillas del río Misisipi, ha sido desde principios del siglo XIX la zona sísmica más activa del este de los Estados Unidos. El primer terremoto del que se tiene constancia, fue en diciembre de 1699. Entre 1811 y 1812, se contaron más de cien temblores que van hasta aproximadamente magnitud 8 en la escala de magnitud de momento, que dieron fama mundial a esta localidad.
Nueva Madrid volvió a ser nombrada en el conocido "Evento de Nueva Madrid". La considerada mayor cadena de seísmos de la historia de los Estados Unidos, que afectó principalmente al estado de Illinois, aunque se notaron temblores en lugares tan alejados como Pensilvania, Minnesota o Carolina del Sur.

## Terremotos

### Terremoto de 1699

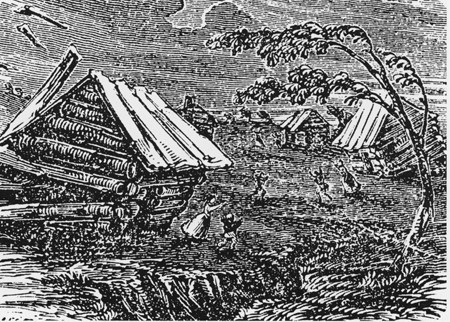
The Great Earthquake at New Madrid, xilografía del del libro Our First Century (1877).

El primer terremoto mencionado por los escritos en esta región tuvo lugar el 25 de diciembre de 1699. Aparecía nombrado en el diario de un misionero francés que viaja hasta el Misisipi con un grupo de exploradores. A la 1 de la tarde, el día de Navidad de 1699, en un sitio cerca de la ubicación actual de Memphis, hubo unos pequeños de temblores que no superaron los 4,2 en la escala de Richter.

### Terremoto de 1811-12
Entre 1811 y 1812, dos terremotos muy grandes, ocurridos el 16 de diciembre de 1811, y de escala 8,1, destruyeron por completo la ciudad de Nueva Madrid. Los habitantes aseguraron que el suelo no parecía estar quieto. Entre el 16 de diciembre hasta el 15 de marzo de 1812 (el último temblor registrado), un testigo llegó a contar hasta 1874 temblores.
Hay estimaciones que se sintieron los terremotos con fuerza durante aproximadamente 130.000 kilómetros cuadrados, y moderadamente a través de casi 3 millones de kilómetros cuadrados (1.000.000 millas cuadradas) superando el alcance del Terremoto de San Francisco de 1906 (6.200 millas cuadradas). Los sacudimientos del suelo se sintieron en lugares tan distantes como Quebec (Canadá) al norte, Washington D. C. al este y Nueva Orleans al sur. Estos terremotos siguen siendo, a día de hoy, los terremotos más poderosos que han golpeado el este de los Estados Unidos.
Entre los centenares de seísmos registrados, cabe destacar cuatro. Los dos primeros (ocurridos el 16 de diciembre de 1811), produjeron varios daños en las zonas afectadas. En cambio, el último gran terremoto, ocurrido el siete de febrero de 1812, destruyó completamente la ciudad de Nueva Madrid,cambió el margen del río Misisipi, y creó el Lago Reelfoot.
- 16 de diciembre de 1811, 08:17 UTC (2:15 a. m.); (M ~ 7.2 a 8.1) epicentro en el noreste de Arkansas. Causó sólo daños leves a las estructuras hechas por el hombre, principalmente a causa de la escasa población de la zona epicentral. La futura ubicación de Memphis, Tennessee, experimentó nivel IX en la escala sismológica de Mercalli. Se propagó un seiche río arriba, y Little Prairie (un pueblo que estaba en el sitio del antiguo Fuerte de San Fernando, cerca del sitio de la actual Caruthersville, Misuri) fue gravemente dañada por la licuefacción del suelo.[3]
- 16 de diciembre 1811, 13:20 UTC (7:15 a. m.); (M ~ 7.2 a 8.1) epicentro en el noreste de Arkansas. Este choque siguió el primer terremoto a las seis horas y fue similar en intensidad.
- 23 de enero 1812, 15:15 UTC (9:15 a. m.); (M ~ 7,0 a 7,8) epicentro en la Muesca de Misuri. El terremoto produjo deformaciones en la tierra, expulsiones, fisuras y desprendimientos. Los espeleólogos y geólogos Johnson y Schweig atribuyeron este terremoto a una ruptura en la Falla de Nueva Madrid.
- 7 de febrero 1812, 09:45 UTC (3:45 a. m.); (M ~ 7,4 a 8,0) epicentro cerca de Nueva Madrid, Misuri. La ciudad fue completamente destruida. En St. Louis, muchas casas fueron severamente dañadas, y las chimeneas fueron derribadas. Este choque fue definitivamente atribuido a la falla de Nueva Madrid, que Johnston y Schweig mencionaron. Creó cascadas temporales en el Misisipi y causó la formación del Lago Reelfoot.[4]

### Terremoto de Memphis de 1865

Intensidad del "Evento de Nueva Madrid".

El terremoto de 1865 de Memphis golpeó el suroeste de Tennessee el 17 de agosto de 1865. El terremoto fue de magnitud 5,0 en la escala de Richter, llegaron a formar olas en el río. La fuerza del terremoto derribó y agrietó chimeneas en Memphis y en Nueva Madrid. El terremoto se extendió hasta St. Louis, Jackson, e Illinois.

### Gran Evento de Nueva Madrid (1968)
El terremoto de 1968 Illinois (o "Gran Evento de Nueva Madrid") fue el mayor terremoto registrado en el estado del medio oeste de Illinois. Tuvo lugar a las 11:02 a. m. el 9 de noviembre, y midió 5.4 en la escala de Richter. A pesar de que no hubo víctimas, el sismo causó considerables daños estructurales en edificios, afectando a Chicago, la ciudad más grande del estado. El terremoto fue uno de los más sentidos en la historia de Estados Unidos; 23 estados aseguraron haber sufrido el seísmo, sobre un área de 580.000 millas cuadradas (1.500.000 km²).

## Actividad actual
Un terremoto en el futuro en la región es muy probable; en 2005, sismólogos y geólogos estiman una probabilidad del 90% de que haya un terremoto con una magnitud de 7.6 antes de 2055, probablemente originario de la zona sísmica de Río Wabash, en la frontera de Illinois con Indiana, o en la zona de la Falla de Nueva Madrid.
Varios instrumentos y medidores fueron instalados en los alrededores de la zona en 1974 para seguir de cerca la actividad sísmica. Desde entonces, más de 4.000 terremotos han sido registrados, la mayoría de los cuales eran demasiado pequeños para ser sentidos. En promedio, un terremoto al año es lo suficientemente grande como para sentirse en la zona.